# Lemkók

Ruszin törzsek Kárpátalján

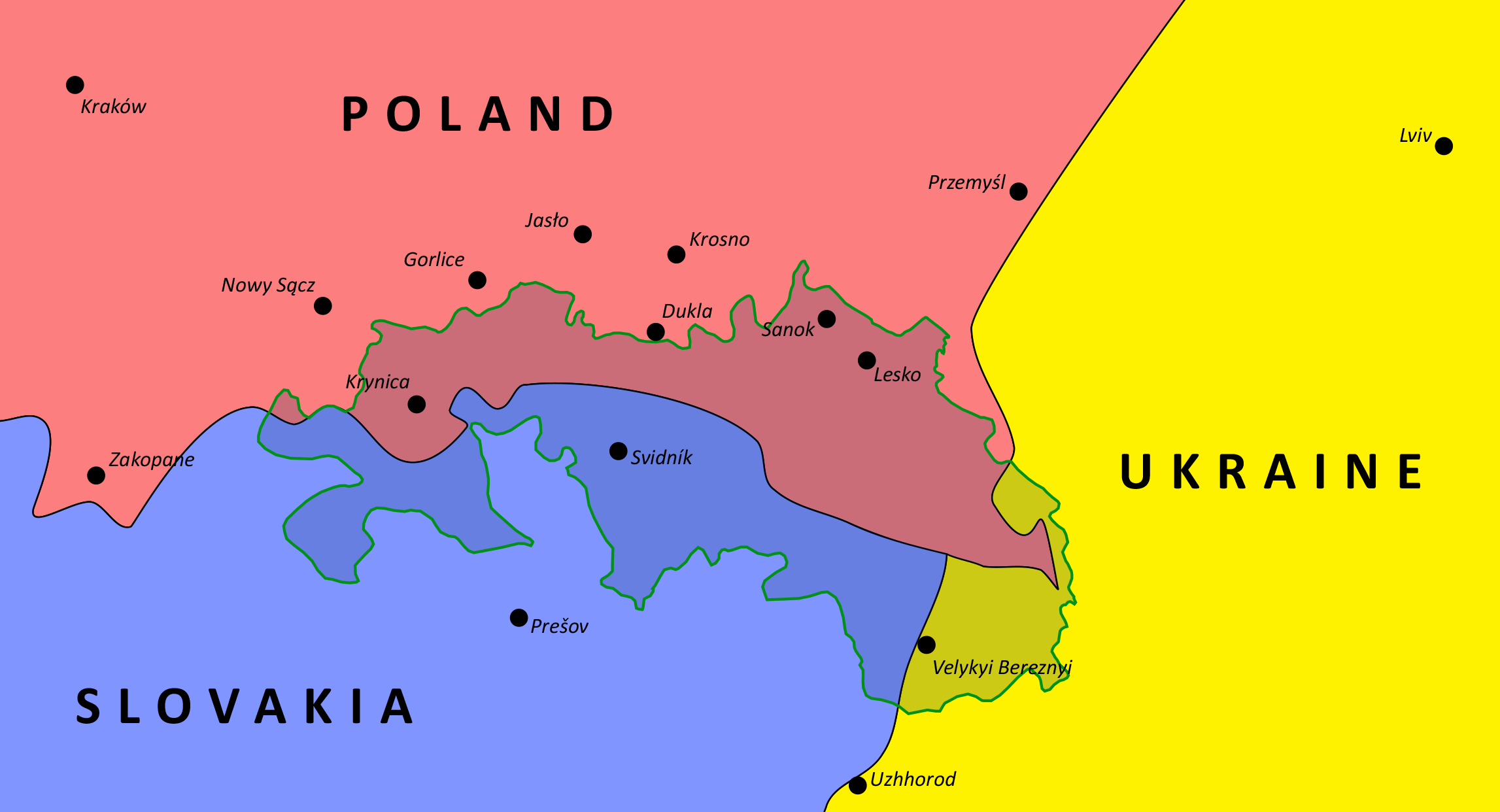
Lemko régió térképe

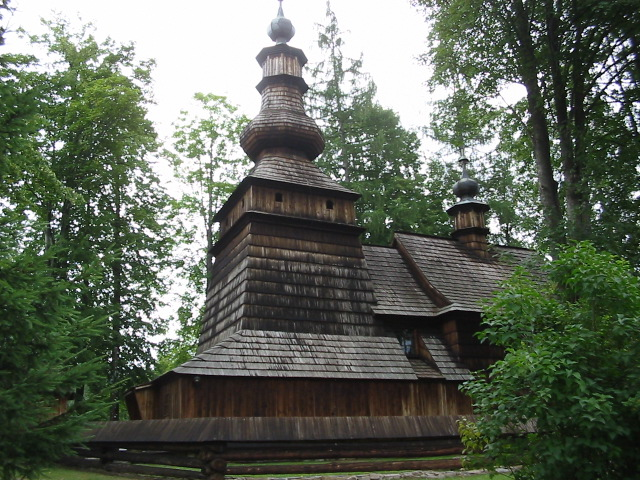
Lemkó stílusú fatemplom, Zdynia

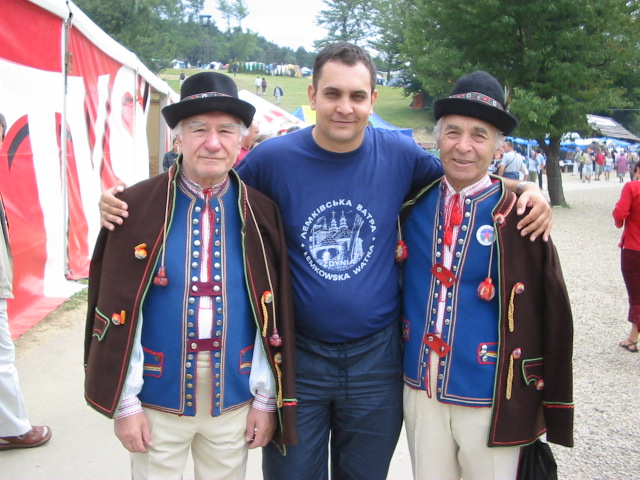
Lemkó népviselet, Zdynia

A lemkók (lemkek, vagy lemákok) a ruszinokhoz tartozó keleti szláv néprajzi csoport.
A bojkóktól nyugatra, a Latorcától Poprádig húzodó hegyvidéken, az Alacsony-Beszkidek lejtőjén élnek. Bár a ruszinokhoz sorolják őket, ám erősebb bennük a lemkó tudat, sokan inkább különálló népcsoportnak érzik magukat és a nyelvüket is lemkó nyelvnek definiálják.
Lengyelországban külön elismert nemzetiségnek számít. A 2011-es lengyelországi népszámlálás során 11 ezer fő vallotta magát lemko nemzetiségűnek. Közülük 6 ezer fő tisztán lemko, 4 ezer kettős, lemko-lengyel), míg ezer fő lemkó és egyéb más nemzetiséghez tartozónak tartotta magát.

## Lemkók a történelmi Magyarországon
Nemcsak a magyarországi, hanem a halicsi lemkók is régente aratni jártak a magyar Alföldre. Sőt a 18. század elején a nagyobb magyar uradalmakban sok halicsi lemkó
kondás volt. Földműveléssel és állattenyésztéssel foglalkoztak. Földjük sovány, köves, agyagos volt. Annyit nem tudtak termelni, hogy megéljenek belőle. Veteményeik ugyanazok voltak, mint az ottani szlovákoké. Zabot, kukoricát, burgonyát, babot, lencsét, kölest és borsót, ipari növények közül lent és kendert termesztettek. Nemcsak állatot neveltek, hanem kereskedtek is vele. A lovakat és ökröket Lengyelországban, Bukovinában és Moldvában vásárolták. Az eladást novemberig lebonyolították, és kezdetét vette a disznókereskedés, amely december közepétől Pál napjáig (január 15.) tartott.
A 18. század elejéig évente kétszer-háromszor leányvásárt tartottak Krasznibródon (Krasny Brod). Ez volt a ruszinok egyetlen leányvására. Minden leányvásár botrányba fulladt. Gyakori volt a leányrablás és a verekedés, amiért is a hatóságok 1720 körül, a lemkók és főleg az ottani bazilita szerzetesatyák nagy szomorúságára, betiltották.
19. századi leírásuk:
Vándorkereskedők és iparosok egy személyben. Drótozáson, üvegezésen kívül egyéb iparral alig foglalkozik a lemkó. A lemkó még a bojkónál is gyengébb testalkatú és alacsonyabb. Arca sovány, beesett, és nem mondható szépnek. Nézése hideg, merev, révedező, járása lomha, bizonytalan. Szorgalmas és istenfélő, de nem olyan szolgálatkész, mint a bojkó. Több benne az önzés, ami régibb foglalkozásának, az állatkereskedésnek és a drótos mesterségnek folyománya, hisz haszonra kellett dolgoznia. Felfogásában, gondolkozásmódjában, szokásában és életmódjában közelebb áll a nyugathoz, mint a bojkó és a hucul, ami érthető is, hisz nyugati népek (magyarok, németek, tótok, lengyelek) veszik körül, és csak kelet felé, keskeny folyosón át érintkezik ruszin testvéreivel.
Öltözetében is közelebb áll a tóthoz és a lengyelhez, mint a többi hegyvidéki ruszinhoz. Nem visel tüszőt, a többi ruszin büszkeségét. Viszont van nyakkendője, ami ismeretlen a bojkónál. Ruházata rövid, ráncos gatya és ing. Rajta fekete pitykés mellény, fölötte hosszú csuha, fekete-fehér rojtos átvetővel, vagy otthon a térdig érő barna gúnya (szerdák). Kozsuhot (bőrkabát) nem visel. A nők öltözete eléggé csinos és ízléses. Asszonyok fehér vagy kék kendővel kötik be fejüket, a lányok hajadonfővel járnak. Szoknyájuk többnyire egyszínű. A szegény lemkó kora tavasztól késő őszig mezítláb jár. Egyébként lábbelije bocskor vagy vásári cipő, ritkán csizma.
A lemkó minden munkáját, játékát, szertartását énekkel kíséri, mint a többi ruszin is. Sok magyar dalt ismer szó szerinti fordításban és sok magyar társasjátékot. Ezeket aratáskor tanulták az Alföldön.
Az első világháborút követően a galíciai lemkók kikiáltották saját köztársaságukat a Lemkó Köztársaságot, végül ezt Lengyelország szerezte meg.